# H.323
H.323 е общоустановена препоръка на ITU-T, която стандартизира провеждането на видеоконферентни разговори в локални мрежи или интернет.
H.323 е широко използван и при производството на устройства с видеоконферентни свойства. Някои от фирмите производители са Aethra, Polycom, RADVision, Sony, Tandberg и VCON.
Главните производители на мрежово оборудване като Avaya, Cisco, Nortel Networks поддържат тази препоръка в своите продукти за пакетнобазирана комуникация, основана на интернет протокола.
Протоколът се използва от редица интернет приложения, използващи комуникация в реално време, най-известните от които са програми като NetMeeting (който не използва чистата версия на протокола и не е разработван повече), XMeetingi за MAC, както и Ekiga и OpenPhone за Линукс.